# گارجنگتسه پیروشه
گارجنگتسه پیروشه (به لهستانی:  Gardzienice Pierwsze) یک روستا در لهستان است که در گمینا پیاسکی (استان لوبلین) واقع شده‌است.